# Jonas Juul Jeppesen
Jonas Juul Jeppesen (født 14. august 1973) er en tidligere bassist i det danske pop/rockgruppe Nephew. Han er i dag direktør og partner i abonnementsrådgivningsvirksomheden Subscrybe.
Han var i efteråret 1996 med til at danne bandet, men forlod det igen i 1998 grundet indbyrdes uenigheder om musikalsk stil. Senere erstattedes Jonas Juul Jeppesen af bandets nuværende bassist Kasper Toustrup, inden bandets næste album Swimming Time i 2000.